# Skala Lęku Społecznego Liebowitza
Skala Lęku Społecznego Liebowitza (ang. Liebowitz Social Anxiety Scale, LSAS) – skala stosowana do pomiaru natężenia lęku społecznego, autorstwa Michaela Liebowitza, amerykańskiego psychiatry. Oryginalna wersja kwestionariusza została stworzona jako narzędzie do administracji przez klinicystę. Uważana jest za tzw. „złoty standard” (gold standard) w diagnostyce fobii społecznej.        

## Charakterystyka
Test składa się z 24 pozycji, odnoszących się do różnych sytuacji związanych z ekspozycją społeczną. Każda z pozycji oceniana jest na dwóch skalach Likerta, mierzących natężenie lęku i unikania (oddzielnie). W celu obliczenia wyniku, odpowiedzi badanego (punktowane od 0 do 3) sumuje się. Minimalny wynik, jaki może uzyskać badany, to 0 punktów, a maksymalny – 144 punkty. Punkt odcięcia (wyznaczony za pomocą wskaźnika Youdena) dla diagnozy fobii społecznej, wyznaczono na poziomie 30 punktów (pole pod krzywą ROC, AUC = 98%). Przy tej wartości test osiąga optymalnie zrównoważone wskaźniki czułości i swoistości: 93.28% i 94,12%. Granica 60 punktów pozwala optymalnie różnicować nieuogólnioną i uogólnioną fobię społeczną, choć przy znacznie gorszej czułości i swoistości tj. 72.52% i 73.53% (AUC = 82%).         
Podczas diagnozy indywidualnej, należy uwzględnić prawdopodobieństwo występowania zaburzenia dla populacji, w której znajduje się badany (np. współczynnik chorobowości). Wraz ze wskaźnikami czułości i swoistości, pozwoli on na ocenę precyzyjności wyniku testu.        
W badaniach walidujących LSAS uzyskała zadowalające właściwości psychometryczne. Rzetelność, mierzona za pomocą alfy Cronbacha, wyniosła 0,96. Potwierdzona została również trafność zbieżna i różnicowa.

## Inne wersje skali

### Skala Lęku Społecznego Liebowitza wersja do samoopisu (LSAS-SR)
Wersja samoopisowa Skali ma porównywalne właściwości psychometryczne do wersji wykorzystywanej podczas badania przez klinicystę. Badanie może być również przeprowadzane za pomocą komputera. Podobnie jak w wypadku wersji oryginalnej, punkt odcięcia dla fobii społecznej wynosi 30 punktów (czułość = 94,85%; swoistość = 88,68%; AUC = 98%). Wartość 60 punktów wyznacza punkt odcięcia dla uogólnionej fobii społecznej, przy czułości i swoistości równej 82,50% i 78,43% (AUC = 82%).

### Skala Lęku Społecznego Liebowitza dla dzieci i młodzieży, wersja do samoopisu (LSAS-SR-CA)
W LSAS-SR-CA trudność i treść pytań została dostosowana do osób w młodym wieku. Skala odznacza się zadowalającymi właściwościami psychometrycznymi. Punkt odcięcia dla diagnozowania fobii społecznej stawia się już przy otrzymaniu 22,5 punktu, przy zachowanej bardzo wysokiej czułości i swoistości (tj. 95,9% i 100%; AUC = 99%). Badania nad hiszpańską wersją każą zachować ostrożność, gdyż wykazały znacznie gorszą celność narzędzia (odpowiednio: ok. 80% i 78%; AUC = 86%). Nie wskazano jaka ilość punktów najlepiej różnicuje nieuogólnioną i uogólnioną fobię społeczną. Najprawdopodobniej wartość ta nie będzie wyższa niż w wypadku skali dla dorosłych. Podczas porównań obu wersji narzędzi, młodzież uzyskuje średnio o 10-20 punktów mniej na LSAS-SR-CA w porównaniu do LSAS-SR. Sprawdzono natomiast możliwość różnicowania fobii społecznej i innych zaburzeń lękowych (z zastrzeżeniem, że druga grupa badanych była niewielka). Punkt odcięcia ustalono na 29,5 punktu, przy czułości równej 91,8%, a swoistości – 65,2% (AUC = 89%).

## Problem braku polskiej wersji
Żadna ze Skal Lęku Społecznego Liebowitza nie została oficjalnie zaadaptowana do polskiej wersji. Test bez adaptacji według standardów psychometrycznych nie pozwala oszacować błędów pomiaru (np. SEM) oraz przy jakim wyniku możliwe jest postawienie diagnozy danego zaburzenia. Procedura adaptacji, oprócz profesjonalnego tłumaczenia, wymaga zbadania trafności i rzetelności oraz utworzenia norm – podobnie jak w wypadku tworzenia testu od podstaw. Nie zaleca się używania niezwalidowanych narzędzi na potrzeby profesjonalnej diagnozy indywidualnej.  
Adaptacja i walidacja LSAS została za zgodą autora wykonana przez Lenę Kwaśniak pod kierunkiem dr Beaty Rajby z Dolnośląskiej Szkoły Wyższej. Autor zezwala na jej bezpłatne wykorzystanie do badań naukowych. Trwają prace nad normalizacją.